# Asteliaceae
Asteliaceae Dumort., 1829 è una famiglia di piante angiosperme monocotiledoni dell'ordine Asparagales.

## Distribuzione e habitat
Le Asteliaceae sono presenti nell'emisfero australe, in particolare nella estremità meridionale del Sud America, nelle isole Mascarene e in Oceania.

## Tassonomia
La famiglia, non riconosciuta dal Sistema Cronquist, è stata introdotta dalla prima classificazione APG nel 1998.
Comprende attualmente 3 generi:
- Astelia Banks & Sol. ex R.Br. (31 specie)
- Milligania Hook.f. (5 spp.)
- Neoastelia J.B.Williams (1 sp.)